# Verzorgingsplaats De Forten
Verzorgingsplaats De Forten is een Nederlandse verzorgingsplaats gelegen aan de A12 Den Haag-Beek tussen knooppunt Lunetten en afrit 18a nabij Bunnik.
Bij deze verzorgingsplaats is een Toeristisch Overstappunt (TOP), van waaruit recreanten naar toeristische plekken in de omgeving kunnen wandelen of fietsen, zoals het Fort bij Vechten en het gebied rond de Kromme Rijn en de Hollandse Waterlinie. 
Er bevindt zich een Mister Green-oplaadpunt voor elektrische auto's genaamd 'Allego snellader'.

## Slagmaat
Tot 2006 heette de verzorgingsplaats "Slagmaat". Deze naam was afkomstig van de buurt waar de verzorgingsplaats aan grenst. Slagtmaat of Slachtmaet was in het verleden een heerlijkheid (niet groter dan een gehucht van twee huizen) die bij de heerlijkheid Bunnik en later bij de heerlijkheid Oud-Wulven is ingedeeld, opgegaan in de gemeente Houten. Eind 2006 is de naam gewijzigd in De Forten.
Richting Beek:
De Andel · 
Bijleveld · 
De Forten · 
Bloemheuvel · 
De Buunderkamp · 
Oudbroeken · 
Bergh
Richting Den Haag:
Bergh · 
Aalburgen · 
De Schaars · 
't Ginkelse Zand · 
Oudenhorst · 
Hellevliet · 
Bodegraven · 
Knorrestein